# Tipula guato
Tipula guato är en tvåvingeart som beskrevs av Alexander 1912. Tipula guato ingår i släktet Tipula och familjen storharkrankar. Inga underarter finns listade i Catalogue of Life.